# Хаконе (Канаґава)

35°13′57″ пн. ш. 139°6′25″ сх. д. / 35.23250° пн. ш. 139.10694° сх. д.
Хако́не (яп. 箱根町, はこねまち, МФА: [hakone mat͡ɕi̥]) — містечко в Японії, в повіті Асіґара-Сімо префектури Канаґава. Станом на 1 квітня 2009 площа містечка становила 92,82 км². Станом на 1 липня 2011 населення містечка становило 13 627 осіб.